# Loïc Néhou
 (octobre 2018).
Né en 1970, Loïc Néhou est le directeur et l'un des fondateurs d'Ego comme X, éditions de bande dessinée indépendante. Également dessinateur et scénariste, il a publié quelques récits dans la revue Ego comme X et écrit Essai de sentimentalisme, mis en image par le dessinateur Frédéric Poincelet.

## Publications
- Essai de sentimentalisme avec Frédéric Poincelet (2001)
- « L’invitation » in Ego comme X n°1 (1994)
- « 23 novembre 1990 » in Ego comme X n°2 (1995)
- « Rue de Bordeaux » in Ego comme X n°3 (1995)
- « Claire », « Un été 1992 » et « Une année » in Ego comme X N°6 (1999)
- « Printemps 97 » avec Thierry Leprévost in Ego comme X N°7 (2000)